# Oenocarpus balickii
Oenocarpus balickii là loài thực vật có hoa thuộc họ Arecaceae. Loài này được F.Kahn mô tả khoa học đầu tiên năm 1990.